# پژو آردی
پژو آردی به انگلیسی ("Peugeot RD") خودرویی سدان است که از سال ۱۳۷۸ تا ۱۳۸۵ تولید می‌شد و سپس با پژو روآ جایگزین شد. این خودرو دارای بدنه مربوط به سری اول پژو ۴۰۵(مانند SRI) و پیشرانه (موتور) خودروی هیلمن آونجر است. پژو آردی با توجه به دیفرانسیل عقب بودن و مخفف «Rear wheel drive»، پژو RD نام گرفته‌است.
آردی‌های تولید شده پیش از نیمه دوم سال ۱۳۸۲ فاقد فرمان هیدرولیک، کولر و سیستم انژکتوری بودند. نسخهٔ اصلاح‌شده از نیمه سال ۱۳۸۲ به بعد توسط ایران خودرو مونتاژ شد و پژو RDi نام گرفت.

## جانشین
جانشین آردی پژو روآ اگرچه ممکن است در ظاهر همان آردی به نظر آید ولی از لحاظ فنی و موتوری تغییراتی در آن به وجود آمده است. موتور این خودرو نسبت به آردی بهینه شده و در روآ 10 اسب بخار و در روآ سال 17 اسب بخار به آن افزوده‌ شده است. تفاوت ظاهری روآ با آردی استفاده از سپرهای مشکی در روآ است.
پژو روآ با موتور بهبودیافته و تغییرات اندک نسبت به آردی از سال ۱۳۸۵ تا ۱۳۹۰ تولید می‌شد. در سال ۱۳۹۴، ایران خودرو با استفاده از الگوی آردی، وانت آریسان را با موتور بهبودیافتهٔ پیکان و روآ سال (OHVG2) جانشین پیکان وانت کرد.